# 韋斯特波特 (麻薩諸塞州)
韋斯特波特（英語：Westport）是一個位於美國麻薩諸塞州布里斯托縣的鎮。

## 人口
根據2020年美國人口普查的數據，韋斯特波特的面積為166.80平方千米，當中陸地面積為129.70平方千米，而水域面積為3.10平方千米。當地共有人口16339人，而人口密度為每平方千米98人。